# Ernst Scheibe
Alexander Albert Ernst Scheibe (* 11. Juli 1920 in Leipzig; † 30. März 2018) war ein deutscher Rechtsmediziner und Hochschullehrer.

## Leben und Wirken
Nach dem Schulabschluss studierte er Medizin an der Universität Leipzig und promovierte dort 1947 zum Dr. med. 1955 wurde er nach der 1954 erfolgten Habilitation zum Dozenten an der Humboldt-Universität zu Berlin berufen. 1958 wurde er Professor mit Lehrauftrag und ab 1959 mit vollem Lehrauftrag für Gerichtliche Medizin an der Ernst-Moritz-Arndt-Universität Greifswald. Gleichzeitig war er langjähriger Direktor des Institutes für Gerichtliche Medizin und Kriminalistik. Er war maßgeblich am Aufbau der Blutspendezentrale in Stralsund und des Blutspende- und Transfusionsdienstes im Bezirk Rostock beteiligt.
Bekannt wurde Scheibe vor allem durch seine Forschungen zur forensischen Ballistik und zu Fragen der Blut- und Atemalkoholbestimmung.
Er war u. a. Mitglied des Akademischen Seglervereins zu Greifswald e. V.

## Schriften (Auswahl)
- Sektionsergebnisse nach tödlicher Vergiftung mit Natriumnitritt. o. O. 1947.
- Zur Anwendung physikalisch-chemischer Untersuchungsmethoden in der gerichtlichen Medizin und Kriminaltechnik. o. O. [1954]
- (mit Ralf Scheibe): Alkohol im Sportbootverkehr – Ergebnisse aus 40 Jahren Forschung mit immer noch aktuellem Bezug. In: Greifswalder Beiträge zur Regional-, Freizeit und Tourismusforschung, Bd. 21, S. 47–61.